# Alien Swarm
Alien Swarm es un juego multijugador de Valve distribuido a través de Steam. Es una versión del mod de Unreal Tournament 2004 que llevaba el mismo nombre y ha sido desarrollado por el mismo equipo de personas, tras ser contratadas por Valve.
Está disponible de forma gratuita para todos los usuarios de Steam. Tiene 64 logros desbloqueables y hace uso de Steam Cloud y Estadísticas de Steam.

## Mecánica
Cuatro jugadores tienen que ayudarse mutuamente para atravesar niveles infestados de alienígenas. Cada jugador elige una de las 4 clases únicas y 8 personajes diferentes de Marines de la IAF disponibles: Técnico, Médico, Maquinaria pesada y Oficial.
Pueden seleccionarse 40 tipos de armas que se desbloquean a lo largo del juego.
Existen 5 niveles de dificultad: fácil, normal, difícil, insano y brutal. El número se aumentó debido a la cantidad de jugadores que consiguieron vencer el juego en el anterior nivel más alto (insano). Además, se añadieron nuevos modos de juego: embate (Onslaught), en el que la IA crea enemigos conforme a la salud, munición y estrés de los jugadores; y duro (Hardcore), en el que se activa el fuego amigo.

## SDK
Valve ha lanzado también gratuitamente un editor de niveles.

## Requisitos del sistema
Mínimo
| SO         | Windows 7 / Vista / Vista64 / XP                                                                         |
| Procesador | Pentium 4 a 3.0 GHz                                                                                      |
| Memoria    | 1 GB en XP / 2 GB en Vista                                                                               |
| Gráficos   | Tarjeta gráfica con 128 MB, compatible con DirectX 9 y Shader model 2.0. ATI X800, NVidia 6600 o mejores |
| Disco Duro | Al menos 2.5 GB de espacio libre                                                                         |
| Sonido     | Compatible con DirectX 9.0c                                                                              |

Recomendado
| SO         | Windows 7 / Vista / Vista64 / XP                                                              |
| Procesador | Intel core 2 duo a 2.4 GHz                                                                    |
| Memoria    | 1 GB en XP / 2 GB en Vista                                                                    |
| Gráficos   | Tarjeta gráfica compatible con DirectX 9 y Shader model 3.0. NVidia 7600, ATI X1600 o mejores |
| Disco Duro | Al menos 2.5 GB de espacio libre                                                              |
| Sonido     | Compatible con DirectX 9.0c                                                                   |

## Comandos de consola
Para introducir estos comandos debes activar la consola desde el menú de opciones. Algunos de estos comandos no funcionan en partidas en línea.

firstperson
asw_hide_marine 1
asw_controls 0
Cambia la posición de la cámara para jugar en primera persona.

sw_realistic_death_chatter 1
asw_hear_from_marine 1
Permite a los marines chatear entre ellos.

asw_auto_reload 0
Desactiva la recarga automática.

asw_marine_labels_cursor_maxdist 1000
Siempre muestra la vida bajo los marines.

mat_grain_scale_override 0
Elimina el "efecto grano".

asw_camera_shake 0
Elimina la vibración de la cámara al ser golpeado por un enemigo.

asw_fast_reload_under_marine 1
Coloca la barra de recarga bajo tu marine.

asw_flare_b
asw_flare_g
asw_flare_r
Cambia el color de las bengalas.

exec 360_controller_pc.cfg
Permite jugar con el mando de la XBOX 360.

asw_pick_stim_music
Permite seleccionar el fichero .mp3 o .wav para el modo adrenalina.

openserverbrowser
Abre el explorador del servidor.